# Kevin Vandenbergh
Kevin Vandenbergh (wym. [ˈkeː.vɪn ˌvɐn.dən.ˈbɛrx]; ur. 16 maja 1983 w Bonheiden) – piłkarz belgijski grający na pozycji napastnika. Jest synem Erwina Vandenbergha, piłkarza, 48-krotnego reprezentanta Belgii.

## Kariera klubowa
Karierę piłkarską Vandenbergh rozpoczynał w klubie KVC Westerlo. W 1999 roku jako 16-latek awansował do kadry pierwszego zespołu i w sezonie 1999/2000 zadebiutował w jego barwach w pierwszej lidze belgijskiej. 28 kwietnia 2001 roku w przegranym 4:6 domowym meczu z Sint-Truidense VV strzelił swoje pierwsze trzy gole w rozgrywkach ligowych. Wiosną 2001 zdobył z Westerlo Puchar Belgii.
Latem 2002 roku Vandenbergh odszedł z Westerlo do KRC Genk. W nowym klubie zadebiutował 19 października 2002 w zwycięskim 4:0 domowym meczu z KSK Beveren, w którym strzelił gola. W drużynie Genk występował w ataku z takimi zawodnikami jak: Wesley Sonck, Cédric Roussel, Bob Peeters, Burkińczyk Moumouni Dagano czy Chorwat Ivan Bošnjak. Przez 5 lat gry w tym klubie strzelił 66 goli. W 2007 roku wywalczył z Genk mistrzostwo kraju.
W 2007 roku Vandenbergh przeszedł do holenderskiego FC Utrecht, w którym swój debiut zanotował 19 sierpnia 2007 w meczu z Feyenoordem (0:3). W Utrechcie był jednak rezerwowym i w 2008 roku został wypożyczony do Germinalu Beerschot, w którym zadebiutował 17 sierpnia 2008 w meczu z Genkiem (1:1). W 2009 roku wrócił do Utrechtu, w którym wystąpił 9 razy.
W 2010 roku Vandenbergh wrócił do Belgii i został piłkarzem KAS Eupen. Swoje pierwsze spotkanie w tym zespole rozegrał 28 sierpnia 2010 przeciwko Royalowi Charleroi (0:2). W sezonie 2011/2012 grał w KV Mechelen. Latem 2012 wrócił do KVC Westerlo.
| Sezon   | Klub               | Kraj     | Rozgrywki     | Mecze | Bramki |
| ------- | ------------------ | -------- | ------------- | ----- | ------ |
| 1999/00 | KVC Westerlo       | Belgia   | Eerste Klasse | 4     | 0      |
| 2000/01 | KVC Westerlo       | Belgia   | Eerste Klasse | 8     | 3      |
| 2001/02 | KVC Westerlo       | Belgia   | Eerste Klasse | 31    | 11     |
| 2002/03 | KRC Genk           | Belgia   | Eerste Klasse | 22    | 15     |
| 2003/04 | KRC Genk           | Belgia   | Eerste Klasse | 29    | 11     |
| 2004/05 | KRC Genk           | Belgia   | Eerste Klasse | 32    | 16     |
| 2005/06 | KRC Genk           | Belgia   | Eerste Klasse | 31    | 12     |
| 2006/07 | KRC Genk           | Belgia   | Eerste Klasse | 25    | 11     |
| 2007/08 | FC Utrecht         | Holandia | Eredivisie    | 13    | 2      |
| 2008/09 | Germinal Beerschot | Belgia   | Eerste Klasse | 24    | 6      |
| 2009/10 | FC Utrecht         | Holandia | Eredivisie    | 9     | 1      |
| 2010/11 | KAS Eupen          | Belgia   | Eerste Klasse | 28    | 9      |
| 2011/12 | KV Mechelen        | Belgia   | Eerste Klasse | 26    | 1      |
| 2012/13 | KV Mechelen        | Belgia   | Eerste Klasse | 1     | 0      |
| 2012/13 | KVC Westerlo       | Belgia   | Tweede Klasse | 24    | 7      |
| 2013/14 | KVC Westerlo       | Belgia   | Tweede Klasse | 13    | 4      |
| 2014/15 | KVC Westerlo       | Belgia   | Eerste Klasse | 1     | 0      |
| 2015/16 | KFC Dessel Sport   | Belgia   | Tweede Klasse | 22    | 1      |

## Kariera reprezentacyjna
W reprezentacji Belgii Vandenbergh zadebiutował 26 marca 2005 roku w wygranym 4:1 spotkaniu eliminacji do MŚ 2006 z Bośnią i Hercegowiną. 7 września 2005 w meczu tych eliminacji z San Marino (8:0) strzelił swojego pierwszego gola w kadrze narodowej. Grał również w eliminacjach do Euro 2008.
| Mecze i gole w reprezentacji | Mecze i gole w reprezentacji | Mecze i gole w reprezentacji | Mecze i gole w reprezentacji | Mecze i gole w reprezentacji | Mecze i gole w reprezentacji | Mecze i gole w reprezentacji |
| #                            | Data                         | Stadion                      | Rywal                        | Wynik                        | Gol                          | Rozgrywki                    |
| 2005                         | 2005                         | 2005                         | 2005                         | 2005                         | 2005                         | 2005                         |
| ---------------------------- | ---------------------------- | ---------------------------- | ---------------------------- | ---------------------------- | ---------------------------- | ---------------------------- |
| 1.                           | 26.03.2005                   | Bruksela, Belgia             | Bośnia i Hercegowina         | 4:1                          | 0                            | el. MŚ 2006                  |
| 2.                           | 30.03.2005                   | Serravalle, San Marino       | San Marino                   | 2:1                          | 0                            | el. MŚ 2006                  |
| 3.                           | 04.06.2005                   | Belgrad, Serbia i Czarnogóra | Serbia i Czarnogóra          | 0:0                          | 0                            | el. MŚ 2006                  |
| 4.                           | 17.08.2005                   | Bruksela, Belgia             | Grecja                       | 2:0                          | 0                            | towarzyski                   |
| 5.                           | 03.09.2005                   | Zenica, Bośnia i Hercegowina | Bośnia i Hercegowina         | 0:1                          | 0                            | el. MŚ 2006                  |
| 6.                           | 07.09.2005                   | Antwerpia, Belgia            | San Marino                   | 8:0                          | 1                            | el. MŚ 2006                  |
| 2006                         |                              |                              |                              |                              |                              |                              |
| 7.                           | 01.03.2006                   | Luksemburg, Luksemburg       | Luksemburg                   | 2:0                          | 1                            | towarzyski                   |
| 8.                           | 11.05.2006                   | Sittard, Holandia            | Arabia Saudyjska             | 2:1                          | 0                            | towarzyski                   |
| 9.                           | 24.05.2006                   | Genk, Belgia                 | Turcja                       | 3:3                          | 0                            | towarzyski                   |
| 10.                          | 07.10.2006                   | Belgrad, Serbia              | Serbia                       | 0:1                          | 0                            | el. ME 2008                  |
| 11.                          | 11.10.2006                   | Bruksela, Belgia             | Azerbejdżan                  | 3:0                          | 1                            | el. ME 2008                  |
| 12.                          | 15.11.2006                   | Bruksela, Belgia             | Polska                       | 0:1                          | 0                            | el. ME 2008                  |
| 2007                         |                              |                              |                              |                              |                              |                              |
| 13.                          | 07.02.1998                   | Bruksela, Belgia             | Czechy                       | 0:2                          | 0                            | towarzyski                   |